# Kvadrupól

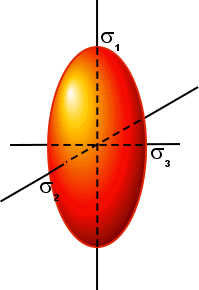
Kvadrupól ellipszoid három tengellyel

A kvadrupólus a multipólus egy típusa, amely például az atomi mágneses momentumra jellemző szimmetrikus töltéseloszlással rendelkezik, és rendszerint egy tenzorral vagy a forgási ellipszoidra jellemző másik paraméterrel lehet leírni. Az elektromos töltést többféle szempont alapján jellemezhetjük, úgy mint nettó töltésmennyiség, dipólusmomentum, kvadrupólus-momentum. Az elemi kvadrupólus felfogható egy antiparalel orientációjú dipólusként.  
Egy jellemző példa a kvadrupóljelleg megnyilvánulására az atommag: bár a mag eredő töltése pozitív, abban az esetben, ha a töltéseloszlás nem tökéletesen gömbszimmetrikus, tere kvadrupólus jelleget ölthet. 

## Matematikai jellemzése
Míg az egyes töltéseloszlások skaláris mennyiséggel adhatók meg, a dipólusmomentum már vektor jelleget vesz fel, a kvadrupólmomentum pedig másodrendű szimmetrikus tenzorral írható le.  
Egy töltésrendszer dipólmomentuma szokásosan három mennyiséggel jellemezhető: 
{\textstyle p_{x}=\sum Q_{i}x_{i}}, {\textstyle p_{y}=\sum Q_{i}y_{i}} ill. {\textstyle p_{z}=\sum Q_{i}z_{i}}.  
A q kvadrupólmomentumnak 9 komponense a következő szerint alakul: 
{\displaystyle q_{xx}=\sum Q_{i}x_{i}^{2}}, {\displaystyle q_{xy}=\sum Q_{i}x_{i}y_{i}}, stb.,  
amely az egyszerűség kedvéért a következő mátrixban írható fel:
{\displaystyle {\begin{bmatrix}q_{xx}&q_{xy}&q_{xz}\\q_{yx}&q_{yy}&q_{yz}\\q_{xz}&q_{yz}&q_{zz}\end{bmatrix}}}
Folytonos töltéseloszlást tekintve a töltéssűrűséget behelyettesítve a kvadrupólkomponensek, pl. a {\displaystyle q_{xx}} nézve a {\displaystyle q_{xx}=\int \rho x^{2}d\tau } alakot ölti, melyben τ az elemi térfogat mint dxdydz, gömbi koordinátákban pedig {\displaystyle r^{2}\sin \theta \ dr\ d\theta \ d\phi }. 
Ha a nukleon sűrűségeloszlást {\displaystyle \rho (r,\theta )} alapján határozzuk meg, akkor a kvadrupólmomentum dimenziójaként gyakorlatilag m²-t kapunk. A magfizikában ennél sokkal kisebb felületre szokás megadni ugyanezt, ezért a gyakorlatban a barn (10−28 m²) mértékegységet alkalmazzák.

## Kvadrupólmomentum
A kvadrupólmomentum az egyik legalkalmasabb eszköznek tűnik az atommag deformációk tanulmányozására. Tengelyszimmetrikus magok esetében spektroszkópiai módszerekkel mért kvadrupólmomentum értéke (Qs) korrelál a tényleges momentummal a következőképp:
{\displaystyle Q_{s}={\frac {3K^{2}-I(I-1)}{(I+1)(2I+3)}}Q_{0}}
melyben K teljes I spinnek a deformált mag szimmetriatengelyére történő kivetülése. Neutronhiányos izotópokban mérve a kvadrupól alakulását csökkenő neutron számnál a kvadrupólmomentum növekedését tapasztaljuk. Ez a növekedés a magdeformáció mértékének a növekedésével magyarázható, valamint a neutronhéjak halói és a protonok közti kölcsönhatások révén létrejött kollektív gerjesztéssel. 
A statikus kvadrupólmomentum és a magdeformáció közti kapcsolat megalapozásához néhány kísérleti eredményre kell hivatkozni. A kvázi gömbszimmetrikus magok esetén a kvadrupólmomentum a valenciasáv részecskéi által keltett, amely a mag polarizációját, valamint ezzel egyidejűleg deformációját is okozza. Kísérleti tények alapján például a Po (N = 116) esetében a kvadrupólmomentum {\displaystyle \beta _{2}=-0{,}065}, de akár lehet {\displaystyle -0{,}075} is.